# Gleiten statt Hetzen
Gleiten statt Hetzen ist der Name einer Kampagne in Österreich für ein kraftstoffsparendes Verhalten der Autofahrer im Straßenverkehr. Sie wurde vom ÖAMTC etwa 1980 mit einer Aufkleber-Aktion und Presseaussendungen gestartet und seither mit verschiedenen Veranstaltungen, Symposien und Analysen weitergeführt.
Die Kampagne propagiert gleichmäßigeres Fahren mit vorausschauender Anpassung der Geschwindigkeit und genügend Abstand zum Vordermann, um unnötige Bremsungen und Beschleunigungen zu vermeiden. Weitere Vorteile sind die Schonung der Nerven des Fahrers und der Beifahrer sowie eine deutliche Verminderung der Unfallwahrscheinlichkeit, insbesondere durch höhere Aufmerksamkeit und Verringerung von Auffahrunfällen.

## Geschichte
Der Start der Kampagne war von der auch auf anonym hergestellten und vertriebenen Aufklebern enthaltenen Gegenparole Hetzt die Gleiter begleitet. Kampagne und Gegenkampagne erregten auch in der Bundesrepublik Deutschland Aufsehen. Angaben der Tageszeitung Die Welt, wonach es zu einem Kleinkrieg zwischen Autofahrern bis hin zu schweren Unfällen mit Todesfolge gekommen sei, erwiesen sich nach Recherchen der Zeitschrift auto, motor und sport als übertrieben: Nachfragen nach Hetzer- und Gleiterunfällen in verschiedenen österreichischen Bundesländern hätten Erstaunen vorgerufen, so die Zeitschrift 1980.
In Anspielung an das seinerzeitige Gegenmotto „Hetzt die Gleiter“ betont ÖAMTC-Techniker Stefan Kerbl, dass benzinsparendes Fahren keineswegs „Schleichen“ bedeute. Tests hätten gezeigt, dass „vorausschauendes und damit ökonomisches Fahren sogar einen Zeitgewinn bringt“.

## Verkehrsanalysen
Eine 2001 durchgeführte Studie zeigte, dass unruhige Fahrweise und Stress am Steuer signifikant mehr Fahrfehler verursacht, unabhängig von Alter oder Geschlecht. Die Aufmerksamkeit auf andere Verkehrsteilnehmer, Radfahrer und Fußgänger wird um die Hälfte reduziert, Verkehrsschilder werden bis zu dreimal häufiger übersehen.

## „Entlehnung“ des Slogans für andere Bereiche
Der vom auto touring-Redakteur Walter Nausch geprägte Slogan „Gleiten statt Hetzen“ führte gleich zu Beginn der Kampagne in Österreich zu vielen Diskussionen, wenngleich ihm die Mehrzahl beipflichtete. Dieses große öffentliche Interesse führte dazu, dass er auch in anderen Bereichen und in der Werbung Verwendung fand. Eine Internet-Recherche im Dezember 2008 zeigte ihn
- im Skilanglauf als Motto für erholsamen Sport und
- zur Werbung im Fremdenverkehr – neben Österreich u. a. Bayern, Chamonix und Schweden
- für Paragleiten und Mountainbiking
- für kleine Kultur- und Radtouren in Pannonien
- für den Austria Skate Marathon 2008
- in der KFZ-Werbung – u. a. von Honda, Mitsubishi
- und in der Taxi-Branche
- beim Einkaufsverhalten (Magazin Forum Einkauf)
- für Sicherheits-Rasierer
- und auch bei Parlamentsreden.

Auch für ein Gleitzeitmodell wurde schon mit diesem Spruch geworben.